# 차익거래가격결정이론
차익거래가격결정이론(Arbitrage pricing theory, APT)은 금융 분야에서 다양한 거시경제적(체계적) 위험 변수를 금융 자산 가격 책정과 연관시키는 자산 가격 책정에 대한 다요소 모델이다. 1976년 경제학자 스티븐 로스(Stephen Ross)가 제안한 이 모델은 이전 모델인 자본자산 가격결정 모형(Capital Asset Pricing Model, CAPM)에 대한 향상된 대안으로 널리 알려져 있다. APT는 일가의 법칙에 기초하여 균형 시장 내에서 합리적인 투자자가 차익거래를 실행하여 결국 균형 가격이 실현된다는 것을 의미한다. 따라서 APT는 특정 기간에 차익거래 기회가 소진되면 자산의 기대 수익률은 다양한 요인 또는 이론적 시장 지수의 선형 함수이며, 여기서 각 요인의 민감도는 요인별 베타 계수나 인자 로딩으로 표시된다고 주장한다. 결과적으로 거래자에게 '진정한' 자산 가치에 대한 지표를 제공하고 차익거래를 통해 시장 불일치를 활용할 수 있다. APT의 선형 요인 모델 구조는 자산 배분, 관리 펀드의 성과 및 자본 비용 계산을 평가하기 위한 기초로 사용된다. 또한 최신 APT 모델은 이전 CAPM 모델보다 더 이론적인 적용에 활용되는 것이 더 역동적이다.

## 같이 보기
- 베타 (금융)
- 자본자산 가격결정 모형
- 효율적 시장 가설
- 포트폴리오 이론
- 가치투자